# Indre (departament)
Indre (wymowaⓘ, ɛ̃ːdʀ) – francuski departament położony w Regionie Centralnym-Dolinie Loary. Departament oznaczony jest liczbą 36. Departament został utworzony 4 marca 1790 roku. Jego nazwa pochodzi od rzeki Indre.
Według danych na rok 2012 liczba zamieszkującej departament ludności wynosi 231 176 os. (33 os./km²); powierzchnia departamentu to 6791 km². Ośrodkiem administracyjnym (prefekturą) i największym miastem departamentu jest Châteauroux. 
W 2023 roku w skład departamentu wchodziły 241 gminy (lista).

## Miejscowości
Największe miejscowości departamentu (w nawiasach liczba ludności w 2021 roku):

- Châteauroux (42 968)
- Issoudun (10 992)
- Déols (7625)
- Le Blanc (6204)
- Le Poinçonnet (5840)
- Argenton-sur-Creuse (4848)
- Buzançais (4504)
- La Châtre (4034)
- Ardentes (3778)
- Saint-Maur (3641)
- Levroux (2842)
- Chabris (2764)
- Villedieu-sur-Indre (2647)
- Châtillon-sur-Indre (2304)
- Valençay (2271)
- Reuilly (1995)
- Vatan (1926)
- Le Pêchereau (1817)
- Saint-Gaultier (1722)
- Montierchaume (1651)
- Neuvy-Saint-Sépulchre (1648)
- Luant (1565)
- Montgivray (1556)
- Saint-Marcel (1509)